# Carl-Heinz Antonius Greve
Carl-Heinz Antonius Greve (* 17. Oktober 1920 in Münster; † 21. Mai 1998 in Kronburg) war ein deutscher Generalleutnant der Luftwaffe der Bundeswehr. 

## Leben
Beförderungen
- 1. April 1941 Leutnant
- 1. April 1943 Oberleutnant
- 1. Dezember 1943 Hauptmann
- 1. Dezember 1944 Major
- 20. August 1959 Oberstleutnant
- 27. November 1962 Oberst
- 16. August 1967 Brigadegeneral
- 4. November 1970 Generalmajor
- 28. Oktober 1974 Generalleutnant

### Zweiter Weltkrieg
Greve wurde am 15. November 1939 von der Wehrmacht eingezogen und der Luftwaffe zugeteilt. Im Fliegerausbildungs-Regiment 12 in Brandenburg an der Havel absolvierte er bis Anfang Januar 1940 als Rekrut seine Grundausbildung. Seine anschließende Ausbildung zum Flugzeugführer (Flugschein B2) erfolgte in diesem Regiment bis zum 4. September 1940 in Königsberg. Seinen Flugschein C2 erwarb sich Greve vom 5. September 1940 bis 2. Januar 1941 an der Flugzeugführerschule in Sorau. Im Anschluss hieran, erhielt er von Februar bis Juni 1941 eine Blindflugausbildung an der Großen Kampffliegerschule 1 in Tutow. Seine folgende Frontausbildung erfolgte vom 22. Juni bis 8. August 1941 in der Ausbildungsstaffel beim Fliegerführer Atlantik in Ansbach.
Am 9. August 1941 kam Greve als Staffeloffizier in die 3. Staffel der Kampfgruppe 606, die als Küstenfliegergruppe unter dieser Bezeichnung Einsätze flog. Zunächst noch auf Westerland stationiert, kam die Kampfgruppe im Herbst 1941 nach Sizilien und flog dort bis Ende Dezember 1942 zahlreiche Einsätze im Mittelmeerraum. Während dieser Zeit versenkte Greve ca. 51.000 BRT feindlichen Schiffsraum und versenkte einen Zerstörer. Ferner beschädigte er einen britischen Flugzeugträger. Hierfür wurde er bereits am 7. Oktober 1942 mit dem Ritterkreuz des Eisernen Kreuzes ausgezeichnet. Nach der Umbenennung der Kampfgruppe in die I. Gruppe des Kampfgeschwaders 77, stieg Greve am 21. Dezember 1942 in diesem Geschwader zum Staffelkapitän der 6. Staffel auf; eine Funktion, die er bis September 1943 innehielt. Noch im gleichen Monat, wurde das Geschwader auf Torpedowaffen umgerüstet. Nach dem Besuch eine Verbandsführerlehrgangs, stieg Greve zum Gruppenkommandeur der II. Gruppe im Kampfgeschwader 77 auf, die er sodann m.d.W.d.G.b. bis Ende Juli 1944 als „Beleuchtergruppe“ für die Kampfgeschwader 26 und 77 führte.
Am 25. Juli 1944 wechselte Greve zum Kampfgeschwader 30 über, wo er m. d. W. d. G. b. der I. Gruppe betraut wurde. In dieser Funktion flog Greves Gruppe Einsätze bei der Abwehr der alliierten Landung in der Normandie. Im September 1944 wurde es von der Invasionsfront abgezogen und das Geschwader auf die Reichsverteidigung umgerüstet. Zum 1. Dezember 1944 entfiel Greves Bezeichnung m.d.W.d.G.b, so dass er die I. Gruppe bis zum 3. Mai 1945 führte. Während dieser Zeit, bereitete sich seine Gruppe auf das Unternehmen Eisenhammer, die geplante Bombardierung von Energieanlagen bei Moskau und Gorki, in Form von Misteleinsätzen in Prag und Parchim vor. Der Plan wurde jedoch später fallengelassen und Greve geriet am 3. Mai 1945 in alliierte Kriegsgefangenschaft, aus der er am 27. August 1945 wieder entlassen wurde.

### Nachkriegszeit
Nach dem Krieg arbeitete Greve vom 15. Oktober 1945 bis 14. August 1946 als Textilvertreter im elterlichen Geschäft und anschließend bis zum 15. Juli 1956 als Angestellter bei der Ärztekammer und der kassenärztlichen Vereinigung Nordrhein-Westfalen in Münster.

### Bundeswehr
Am 16. Juli 1956 trat Greve im Range eines Majors der Bundeswehr bei, wo er bis Ende 1957 einen Luftwaffenlehrgang und die Flugzeugführerschulen in Fürstenfeldbruck und Landsberg besuchte. Ferner erfolgte vom 8. August 1957 an eine fliegerische Auffrischung auf der Luke Air Force Base in Arizona. Vom 1. Januar bis 15. November 1958 agierte Greve als Einsatzstabsoffizier und Stellvertretender Kommodore des Jagdbombergeschwaders 31 in Nörvenich. Am 16. November 1957 stieg er zum ersten Kommodore des Jagdbombergeschwaders 34 in Faßberg und Memmingen auf. Diese Stellung hielt Greve bis Ende September 1964 inne. Nach seiner Verwendung als Operationsofficer und stellvertretender Commander im Sector Operations Center (SOC) in Birkenfeld sowie einer Tätigkeit als Referatsleiter im Bundesministerium für Verteidigung in Bonn (April 1965 bis Juni 1967), kam Greve am 12. Juni 1967 als Inspizient der fliegenden Verbände der Luftwaffe und Inspizient der Kampfverbände der Luftwaffe zum Luftwaffenamt Porz-Wahn. Diese Funktion hielt er bis Ende September 1970 inne. Während dieser Zeit, war er zugleich von Juli bis Oktober 1968 als Kommandeur mit der Führung der 1. Luftwaffendivision in Meßstetten beauftragt, deren Kommandeur er am 1. Oktober 1970 wurde und bis 27. Oktober 1974 kommandierte. Am 28. Oktober 1974 wechselte Greve als Commander zur 4. Allied Tactical Air Force (ATAF) auf die Ramstein Air Base, später Heidelberg. Diese Dienststellung hielt er bis Ende März 1981 inne. Am 31. März 1981 schied Greve aus dem Wehrdienst im Range eines Generalleutnants aus.
Greve war verheiratet und hatte ein Kind.

## Auszeichnungen
- Eisernes Kreuz (1939) II. und I. Klasse
- Deutsches Kreuz in Gold am 2. Juli 1942
- Ritterkreuz des Eisernen Kreuzes am 7. Oktober 1942
- Bundesverdienstkreuz I. Klasse am 15. Mai 1973
- Großes Verdienstkreuz des Verdienstordens der Bundesrepublik Deutschland am 30. November 1974